# Steps
Steps ist eine britische Dance-Pop-Band, die zwischen 1997 und 2002 ihre größten Erfolge hatte.

## Karriere
1997 wurde von Manager Tim Byrne im Magazin The Stage eine Anzeige aufgegeben, in der Sänger für eine neue Band gesucht wurden. Nach dem Vorsingen wurden schließlich mit Lisa Scott-Lee, Ian „H“ Watkins, Claire Richards, Lee Latchford-Evans und Faye Tozer zwei Männer und drei Frauen gefunden, die danach als Steps auftraten.
Mit ihrer Debütsingle 5, 6, 7, 8 hatten sie einen ersten Achtungserfolg in ihrer Heimat, in Australien kamen sie sogar auf Anhieb auf Platz 1. Die Single erreichte Platin-Status und kam auch in Neuseeland und Belgien auf Platz 2. Während das Bananarama-Cover Last Thing on My Mind in Belgien Platz 1, in Australien Platz 5 und Platin in beiden Ländern erreichte, nahm auch der Erfolg in der britischen Heimat zu. Die dritte Single One for Sorrow war der zweite Nummer-eins-Hit in Belgien und ein Nummer-zwei-Hit in den UK-Charts.
Noch im selben Jahr folgte das Debütalbum Step One, das mit der Doppel-Single mit dem eigenen Lied Heartbeat und dem Bee-Gees-Cover Tragedy die erste britische Nummer-eins-Platzierung brachte. Die Single stieg zuerst auf Platz 2 ein und kletterte erst nach acht Wochen an die Spitze. Mit 30 Chartwochen und einer Platinauszeichnung ist sie die erfolgreichste Singleveröffentlichung der Band und die meistverkaufte Single des Jahres 1999 im Vereinigten Königreich. Das Album kam bis auf Platz 2 und wurde mit 5-fach-Platin ausgezeichnet.
In den folgenden Jahren nahm der internationale Erfolg ab, während die Steps in Großbritannien von 1998 bis 2002 14 Top-Ten-Singles aneinanderreihen konnten, darunter 2000 den zweiten britischen Nummer-eins-Hit Stomp. Dazu erreichten das zweite Album Steptacular und das erste Best-of-Album Gold jeweils Platz 1 und wurden jeweils mit 4-fach-Platin ausgezeichnet.
2002 gaben die fünf Mitglieder ihre Trennung bekannt. Neun Jahre später folgte die Wiedervereinigung, die neben gemeinsamen Auftritten noch einmal ein Best-of-Album, die Ultimate Collection, hervorbrachte, die sie ein weiteres Mal an die Spitze der Charts brachte. Ein Weihnachtsalbum im darauffolgenden Jahr und eine zugehörige Single blieben weitestgehend erfolglos, sodass sich die Band wieder trennte.
Im März 2017 gab die Band eine erneute Wiedervereinigung anlässlich ihres 20-jährigen Bestehens bekannt. Die neue Single Scared of the Dark erschien am 10. März 2017, das Album Tears on the Dancefloor folgte im April 2017.

## Diskografie

### Studioalben
| Jahr | Titel                         | Höchstplatzierung, Gesamtwochen, AuszeichnungChartplatzierungen (Jahr, Titel, Platzierungen, Wochen, Auszeichnungen, Anmerkungen) | Höchstplatzierung, Gesamtwochen, AuszeichnungChartplatzierungen (Jahr, Titel, Platzierungen, Wochen, Auszeichnungen, Anmerkungen) | Anmerkungen                                             |
| Jahr | Titel                         | UK | US | Anmerkungen                                             |
| ---- | ----------------------------- | --- | --- | ------------------------------------------------------- |
| 1998 | Step One                      | UK2 ×5Fünffachplatin · (64 Wo.)UK                                                                                                 | US79 (10 Wo.)US | Erstveröffentlichung: 11. September 1998                |
| 1999 | Steptacular                   | UK1 ×4Vierfachplatin · (66 Wo.)UK                                                                                                 | — | Erstveröffentlichung: 25. Oktober 1999                  |
| 2000 | Buzz                          | UK4 ×2Doppelplatin · (32 Wo.)UK                                                                                                   | — | Erstveröffentlichung: 25. Oktober 2000                  |
| 2012 | Light Up the World            | UK32 (2 Wo.)UK | — | Erstveröffentlichung: 12. November 2012 Weihnachtsalbum |
| 2017 | Tears on the Dancefloor       | UK2 Gold · (16 Wo.)UK | — | Erstveröffentlichung: 21. April 2017                    |
| 2020 | What the Future Holds         | UK2 Silber · (6 Wo.)UK | — | Erstveröffentlichung: 27. November 2020                 |
| 2021 | What the Future Holds, Pt. II | UK2 (3 Wo.)UK | — | Erstveröffentlichung: 10. September 2021                |

### Livealben
| Jahr | Titel                                                           | Höchstplatzierung, Gesamtwochen, AuszeichnungChartsChartplatzierungen (Jahr, Titel, Platzierungen, Wochen, Auszeichnungen, Anmerkungen) | Anmerkungen                        |
| Jahr | Titel                                                           | UK | Anmerkungen                        |
| ---- | --------------------------------------------------------------- | --- | ---------------------------------- |
| 2012 | Live! 2012                                                      | — | Erstveröffentlichung: 2. Juli 2012 |
| 2018 | Party on the Dancefloor: Live from the London SSE Wembley Arena | UK18 (1 Wo.)UK | Erstveröffentlichung: 8. Juni 2018 |

### Kompilationen
| Jahr | Titel                   | Höchstplatzierung, Gesamtwochen, AuszeichnungChartsChartplatzierungen (Jahr, Titel, Platzierungen, Wochen, Auszeichnungen, Anmerkungen) | Anmerkungen                             |
| Jahr | Titel                   | UK | Anmerkungen                             |
| ---- | ----------------------- | --- | --------------------------------------- |
| 2001 | Gold: Greatest Hits     | UK1 ×4Vierfachplatin · (22 Wo.)UK | Erstveröffentlichung: 15. Oktober 2001  |
| 2002 | The Last Dance          | UK57 Gold · (3 Wo.)UK | Erstveröffentlichung: 25. November 2002 |
| 2011 | The Ultimate Collection | UK1 Platin · (22 Wo.)UK | Erstveröffentlichung: 10. Oktober 2011  |
| 2022 | Platinum Collection     | UK1 Gold · (3 Wo.)UK | Erstveröffentlichung: 19. August 2022   |

### Singles
| Jahr | Titel Album                                                   | Höchstplatzierung, Gesamtwochen, AuszeichnungChartplatzierungen (Jahr, Titel, Album, Platzierungen, Wochen, Auszeichnungen, Anmerkungen) | Höchstplatzierung, Gesamtwochen, AuszeichnungChartplatzierungen (Jahr, Titel, Album, Platzierungen, Wochen, Auszeichnungen, Anmerkungen) | Höchstplatzierung, Gesamtwochen, AuszeichnungChartplatzierungen (Jahr, Titel, Album, Platzierungen, Wochen, Auszeichnungen, Anmerkungen) | Anmerkungen                                                                               |
| Jahr | Titel Album                                                   | DE | US | UK | Anmerkungen                                                                               |
| ---- | ------------------------------------------------------------- | --- | --- | --- | ----------------------------------------------------------------------------------------- |
| 1997 | 5,6,7,8 Step One                                              | — | — | UK14 Platin · (18 Wo.)UK | Erstveröffentlichung: 7. November 1997                                                    |
| 1998 | Last Thing on My Mind Step One                                | — | — | UK6 Gold · (14 Wo.)UK | Erstveröffentlichung: 17. April 1998                                                      |
| 1998 | One for Sorrow Step One                                       | — | — | UK2 Gold · (14 Wo.)UK | Erstveröffentlichung: 31. August 1998                                                     |
| 1998 | Heartbeat / Tragedy Step One                                  | — | — | UK1 ×2Doppelplatin · (30 Wo.)UK | Erstveröffentlichung: 6. November 1998                                                    |
| 1999 | Better Best Forgotten Step One                                | — | — | UK2 Gold · (19 Wo.)UK | Erstveröffentlichung: 8. März 1999                                                        |
| 1999 | Thank ABBA for the Music ABBAmania                            | DE97 (1 Wo.)DE | — | UK4 (13 Wo.)UK | Erstveröffentlichung: 29. März 1999 mit B*Witched, Billie Piper, Tina Cousins & Cleopatra |
| 1999 | Love’s Got a Hold on My Heart Steptacular                     | — | — | UK2 Silber · (14 Wo.)UK | Erstveröffentlichung: 12. Juli 1999                                                       |
| 1999 | After the Love Has Gone Steptacular                           | — | — | UK5 Silber · (12 Wo.)UK | Erstveröffentlichung: 11. Oktober 1999                                                    |
| 1999 | Say You’ll Be Mine / Better the Devil You Know Steptacular    | DE98 (1 Wo.)DE | CH93 (4 Wo.)CH | UK4 Gold · (18 Wo.)UK | Erstveröffentlichung: 13. Dezember 1999                                                   |
| 2000 | Deeper Shade of Blue Steptacular                              | — | — | UK4 Silber · (10 Wo.)UK | Erstveröffentlichung: 3. April 2000                                                       |
| 2000 | When I Said Goodbye / Summer of Love Steptacular / Buzz       | — | — | UK5 (14 Wo.)UK | Erstveröffentlichung: 3. Juli 2000                                                        |
| 2000 | Stomp Buzz                                                    | — | — | UK1 Silber · (12 Wo.)UK | Erstveröffentlichung: 16. Oktober 2000                                                    |
| 2000 | It’s the Way You Make Me Feel Buzz                            | — | — | UK2 Silber · (11 Wo.)UK | Erstveröffentlichung: Dezember 2000                                                       |
| 2001 | Here and Now / You’ll Be Sorry Buzz                           | — | — | UK4 (13 Wo.)UK | Erstveröffentlichung: 28. Mai 2001                                                        |
| 2001 | Chain Reaction Gold: Greatest Hits                            | — | — | UK2 Silber · (12 Wo.)UK | Erstveröffentlichung: 24. September 2001                                                  |
| 2001 | Words Are Not Enough / I Know Him So Well Gold: Greatest Hits | — | — | UK5 (11 Wo.)UK | Erstveröffentlichung: 3. Dezember 2001                                                    |
| 2012 | Light Up the World                                            | — | — | UK82 (1 Wo.)UK | Erstveröffentlichung: 22. Oktober 2012                                                    |
| 2017 | Scared of the Dark Tears on the Dancefloor                    | — | — | UK37 Silber · (2 Wo.)UK | Erstveröffentlichung: 10. März 2017                                                       |

### Videoalben
| Jahr | Titel                        | Höchstplatzierung, Gesamtwochen, AuszeichnungChartsChartplatzierungen (Jahr, Titel, Platzierungen, Wochen, Auszeichnungen, Anmerkungen) | Anmerkungen                            |
| Jahr | Titel                        | UK | Anmerkungen                            |
| ---- | ---------------------------- | --- | -------------------------------------- |
| 2012 | The Ultimate Tour Live       | UK58 Gold · (1 Wo.)UK | Erstveröffentlichung: 29. Oktober 2012 |
| 2022 | What the Future Holds – Live | UK9 (1 Wo.)UK | Erstveröffentlichung: 22. Juli 2022    |

## Auszeichnungen für Musikverkäufe
| Goldene Schallplatte - Belgien - 1998: für die Single 5,6,7,8 - 1998: für die Single One for Sorrow - 1999: für die Single Heartbeat / Tragedy - Japan - 1999: für das Album Step One - Neuseeland - 1999: für die Single 5,6,7,8 - 1999: für die Single Thank ABBA for the Music - Niederlande - 1999: für das Album Step One - Schweden - 1999: für die Single Heartbeat / Tragedy | Platin-Schallplatte - Australien - 1998: für das Album Step One - 1998: für die Single 5,6,7,8 - 1998: für die Single Last Thing on My Mind - Belgien - 1998: für die Single Last Thing on My Mind - 2000: für das Album Steptacular - Europa - 1999: für das Album Step One - 2000: für das Album Steptacular - Neuseeland - 1999: für das Album Step One - 1999: für die Single Heartbeat / Tragedy | 2× Platin-Schallplatte - Belgien - 1999: für das Album Step One 3× Platin-Schallplatte - Philippinen - 1999: für das Album Step One - Vereinigtes Königreich - 2013: für das Videoalbum Live at Wembley 4× Platin-Schallplatte - Vereinigtes Königreich - 2013: für das Videoalbum The Next Step: Live 5× Platin-Schallplatte - Vereinigtes Königreich - 2013: für das Videoalbum Gold: Greatest Hits - 2013: für das Videoalbum The Video |

Anmerkung: Auszeichnungen in Ländern aus den Charttabellen bzw. Chartboxen sind in ebendiesen zu finden.
| Land/RegionAuszeichnungen für Musikverkäufe (Land/Region, Auszeichnungen, Verkäufe, Quellen) | Silber     | Gold       | Platin       | Verkäufe    | Quellen                   |
| -------------------------------------------------------------------------------------------- | ---------- | ---------- | ------------ | ----------- | ------------------------- |
| Australien (ARIA)                                                                            | —          | —          | 3× Platin3   | 210.000     | aria.com.au               |
| Belgien (BRMA)                                                                               | —          | 3× Gold3   | 4× Platin4   | 275.000     | ultratop.be               |
| Europa (IFPI)                                                                                | —          | —          | 2× Platin2   | (2.000.000) | ifpi.org                  |
| Japan (RIAJ)                                                                                 | —          | Gold1      | —            | 100.000     | riaj.or.jp                |
| Neuseeland (RMNZ)                                                                            | —          | 2× Gold2   | 2× Platin2   | 35.000      | aotearoamusiccharts.co.nz |
| Niederlande (NVPI)                                                                           | —          | Gold1      | —            | 50.000      | nvpi.nl                   |
| Philippinen (PARI)                                                                           | —          | —          | 3× Platin3   | 120.000     | Einzelnachweise           |
| Schweden (IFPI)                                                                              | —          | Gold1      | —            | 15.000      | ifpi.se                   |
| Vereinigtes Königreich (BPI)                                                                 | 8× Silber8 | 8× Gold8   | 36× Platin36 | 10.835.000  | bpi.co.uk                 |
| Insgesamt                                                                                    | 8× Silber8 | 16× Gold16 | 50× Platin50 |             |                           |